# ملاسانية
الملاسانية (الاسم العلمي: Leotiomycetes) هي طائفة من الفطريات تتبع الشعيبة الفنجانينية من شعبة الفطريات الزقية.

## رتب
- المسماريات